# Segunda guerra civil de Costa de Marfil
La segunda guerra civil en Costa de Marfil fue un conflicto armado desarrollado desde el 25 de febrero hasta el 11 de abril de 2011, se trató de combates entre las fuerzas leales al presidente electo Alassane Ouattara y el expresidente Laurent Gbagbo que de facto seguía ostentando el poder en el oeste del país.

## Trasfondo
El conflicto armado se debió a la escalada de la violencia que vivía el país por la crisis política producida por el desconocimiento de la victoria del líder opositor Alassane Ouattara por un estrecho margen de votos en la segunda vuelta de las elecciones presidenciales del 28 de noviembre de 2010 de parte del derrotado presidente Laurent Gbagbo, quien contaba con la lealtad de las fuerzas armadas para perpetuarse en el poder, pero con un fuerte rechazo por parte de la ciudadanía y la comunidad internacional.  
Tras haber quedado claras las posturas de ambos bandos, la comunidad internacional al completo (cabe destacar la Unión Europea, Estados Unidos, la Organización de las Naciones Unidas, la Unión Africana o la Comunidad Económica de Estados de África Occidental) se ha posicionado a favor de los resultados proclamados por la comisión electoral que dan a Outtara como vencedor en las elecciones.

## Conflicto

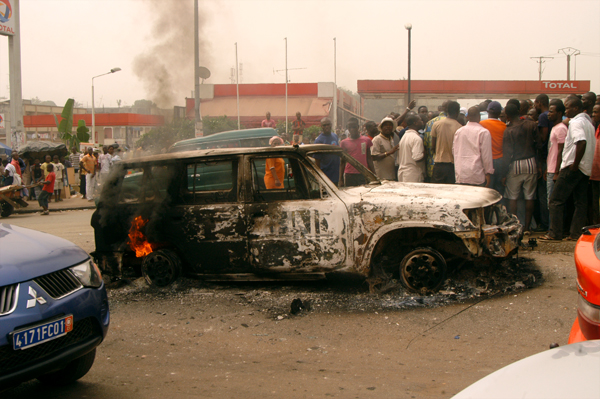
Jóvenes marfileños incendian un coche en un cruce de Riviera II, Abiyán, Costa de Marfil, 13/1/2010

Tras las controvertidas elecciones, se produjeron brotes esporádicos de violencia, en particular en Abiyán, donde los partidarios de Ouattara se enfrentaron repetidamente con las fuerzas gubernamentales y las milicias. Se dijo que las fuerzas de Gbagbo eran responsables de una campaña de asesinatos, palizas y secuestros dirigida contra los partidarios de Ouattara.
La violencia escaló hasta marzo de 2011 con una serie de incidentes en Abiyán en los que se informó de la muerte de decenas de personas. En uno de los incidentes individuales más mortíferos, hasta 30 personas murieron el 17 de marzo en un ataque con cohetes en un suburbio pro-Ouattara de Abiyán. La ONU emitió una declaración diciendo que el bombardeo fue "un acto, perpetrado contra civiles, [que] podría constituir un crimen contra la humanidad".
Después de meses de negociaciones infructuosas y la violencia esporádica entre los partidarios de los dos lados, protestas reprimidas por el ejército y la policía y ataques a opositores políticos entre los distintos bandos, la crisis se convirtió en una verdadera guerra civil cuando las milicias de Ouattara tomaron el control del norte del país durante marzo de 2011 y Gbagbo se atrincheró en la ex-capital y ciudad más grande del país, Abiyán. 

### Batalla de Abiyán
Al día siguiente las milicias de Ouattara entraron en Abiyán produciéndose una terrible batalla por la ciudad, unos 2.000 a 3.000 rebeldes entraron en ella mientras el presidente electo declaró un toque de queda de tres días. Mientras las tropas internacionales intervinieron especialmente en la lucha por la ciudad a Gbagbo le quedaban solo una pequeña fracción de sus fuerzas, en su mayoría de su guardia personal o jóvenes milicianos, muchos de sus oficiales habían desertado pasándose al enemigo o escapado del país.

### Arresto de Gbagbo
El 11 de abril, las fuerzas de Ouattara asaltaron la residencia de Gbagbo y lo arrestaron. El asalto final fue asistido por fuerzas francesas utilizando helicópteros y vehículos blindados, aunque la captura real fue realizada por las tropas de Ouattara. Ha habido rumores persistentes de que las fuerzas especiales francesas volaron un muro que bloqueaba un túnel entre la embajada francesa y la residencia de Gbagbo en Abiyán; Las fuerzas de Costa de Marfil leales a Ouattara luego se precipitaron a través del túnel hacia la casa y lo arrestaron. Gbagbo, su esposa, su hijo y unos 50 miembros de su séquito fueron capturados ilesos y llevados al Golf Hotel, sede de Ouattara, donde fueron puestos bajo la vigilancia de las Naciones Unidas.
La batalla de Abiyán se dio por finalizada con la captura de Gbagbo en su residencia el 11 de abril dándose por acabada oficialmente también la guerra civil.

## Violaciones de los derechos humanos
Las organizaciones internacionales han informado de numerosos casos de violaciones de derechos humanos por ambas partes, en particular, en la ciudad de Duékoué, donde el 29 de marzo al menos 800 personas fueron masacradas por milicianos de ambos bandos. Mientras las tropas rebeldes avanzaban al sur, tomando la nueva capital de Yamoussoukro el 30 de marzo sin resistencia las fuerzas de la ONU y Francia dieron apoyo militar a las fuerzas del mandato electo.

### Masacre de Blolequin
El 7 de abril, Rupert Colville dijo que se encontraron 40 cuerpos en Blolequin, donde se dijo que los perpetradores habían sido milicias liberianas, que salvaron a los Guere después de separarlos de otros grupos. En Guiglo se encontraron 60 cuerpos, incluidos varios africanos occidentales. También ese día, se informó de que las fuerzas de Gbagbo, utilizando armamento pesado como cohetes, lanzagranadas y tanques, habían reanudado los combates en Abiyán, tomando el control de las zonas de Plateau y Cocody de la ciudad.